# Didier Lamkel Zé
Didier Lamkel Zé (Bertoua, 17 settembre 1996) è un calciatore camerunese, attaccante del Qingdao Hainiu.

## Caratteristiche tecniche
È un'ala sinistra dotata di un'ottima tecnica individuale e di una scattante e bruciante velocità, risulta essere letale in conduzione e fulmineo nelle ripartenze. Grazie alla sua ottima struttura fisica può essere utilizzato anche come punta, nonostante la sua poca incisività sottoporta riesce a rendersi prezioso sia con la sua velocità che con la sua abilità nel proteggere la palla in modo da creare spazi e sponde per i suoi compagni.

## Carriera
È cresciuto nel settore giovanile del Lilla.
Ha esordito fra i professionisti il 5 agosto 2016 con il Niort disputando l'incontro di Ligue 2 pareggiato 1-1 contro il Laval.

## Palmarès

### Club

#### Competizioni nazionali
- Coppa del Belgio: 1

Anversa: 2019-2020